# ماکیویل (ویرجینیای غربی)
ماکیویل (به انگلیسی: Mackeyville) یک منطقهٔ مسکونی در ایالات متحده آمریکا است که در شهرستان توکر، ویرجینیای غربی واقع شده‌است. ماکیویل ۷۸۹٫۱۴ متر بالاتر از سطح دریا واقع شده‌است.